# Ikken hissatsu
Ikken hissatsu (em japonês:  一拳必殺 ou 一见必杀), ou ippon kowashi (一本 怖し), é um termo, muito corrente nas formas vetustas do caratê tradicional, que pretende definir a total eficiência das técnicas contundentes da arte marcial, significando «aniquilar com um só golpe». Isso, contudo e de facto, não quer dizer que todo e qualquer embate deva e seja resolvido com o emprego de um golpe apenas, mas que o espírito, o ânimo, de que o carateca deve estar imbuído é o de foco total.
Durante um embate, posto que seja meramente desportivo, a carga de epinefrina na corrente sanguínea é maior do que o normal, o que pode gerar uma falsa percepção da realidade, acarretando que ferimentos sofridos sejam sentidos apenas bem depois do término da peleja. Destarte, uma pancada que normalmente seria suficiente para nocautear, às vezes, passa despercebida, pois os estados de ambos os contendores estão alterados.
Tradicionalmente, segundo mostram as várias aplicações práticas de kata, o caratê foi modelado para que uma pessoa possa enfrentar mais de um oponente de forma simultânea. Mas este aspecto, com o advento do caratê desportivo, vem sendo olvidado. O que vai definir se um golpe será suficiente para definir um luta é somente o treinamento: não basta força, mas são necessárias força e forma para tornar a técnica eficaz.